# Piezura mikii
Piezura mikii is een vliegensoort uit de familie van de Fanniidae. De wetenschappelijke naam van de soort is voor het eerst geldig gepubliceerd in 1894 door Strobl.